# Seguin, Texas
Seguin [sɨˈgiːn] är administrativ huvudort i Guadalupe County i Texas. Orten har fått sitt namn efter militären och politikern Juan Seguín. Enligt 2010 års folkräkning hade Seguin 25 175 invånare.

## Kända personer från Seguin
- Nanci Griffith, musiker